# Спирални ганглион
Спирални или Кортијев ганглион (лат. ganglion spirale) је један од два ганглиона придодата тремно-пужном живцу. Смештен је у спиралном каналу стожера (модиолуса) коштаног пужа унутрашњег уха. Спирални ганглион се састоји од великог броја биполарних нервних ћелија чији дендрити остварују синаптички контакт са Кортијевим спиралним органом, који садржи трепљасте аудитивне ћелије оспособљене за пријем звучних сензација (дражи). Информације се из Кортијевог органа преносе до ганглиона, а затим из њега полази пужни живац (односно корен тремно-пужног живца) изграђен од аксона ганглијских ћелија. Овај живац се завршава у кохлеарним једрима продужене мождине и моста, и он доноси акустичне информације до централног нервног система.
Процењује се да код људи оба пужна живца садрже по 35.000 аксона нервних ћелија из спиралног ганглиона.